# Rafalus nigritibiis
Rafalus nigritibiis är en spindelart som först beskrevs av Lodovico di Caporiacco 1941.  Rafalus nigritibiis ingår i släktet Rafalus och familjen hoppspindlar. Inga underarter finns listade i Catalogue of Life.